# Unión Democrática de Tártaros Turco-Musulmanes de Rumania
La Unión Democrática de Tártaros Turco-Musulmanes de Rumanía (en rumano: Uniunea Democratica a Tatarilor Turco-Musulmani din Romania, UDTTMR; en tártaro crimeo, Romanya Müslüman Tatar Türklerĭ Demokrat Bĭrlĭgĭ, RMTTDB) es un partido político de minoría étnica de Rumanía que representa a la comunidad tártara.

## Historia
El partido se formó el 29 de diciembre de 1989 bajo el nombre Unión Democrática Musulmana Turca de Rumanía (Uniunea Democrată Turcă Musulmană din România, UDTMR). El 12 de abril de 1990 el partido se escindió, dando lugar a una facción que formaría la Unión de la Minoría Étnica Turca de Rumanía (UMETR), que más tarde se convertiría en la Unión Democrática Turca de Rumanía. En las elecciones generales de mayo de 1990 el partido solo recibió el 0,06% de los votos, pero obtuvo un escaño en la Cámara de Diputados gracias a la ley electoral, que exime a los partidos políticos que representan grupos de minoría étnica del requisito de alcanzar un umbral electoral mínimo. A raíz de la escisión de abril de 1990, el partido adoptó el 23 de julio de 1990 su nombre actual.
El partido se ha presentado a todas las elecciones desde 1990, obteniendo un único escaño en cada ocasión.

## Historia electoral
| Elección | Cámara de Diputados | Cámara de Diputados | Cámara de Diputados | Senado | Senado | Senado  |
| Elección | Votos               | %                   | Escaños             | Votos  | %      | Escaños |
| -------- | ------------------- | ------------------- | ------------------- | ------ | ------ | ------- |
| 1990     | 8.600               | 0,06                | 1                   | 8,439  | 0.06   | 0       |
| 1992     | 7.699               | 0,07                | 1                   |        |        |         |
| 1996     | 6.319               | 0,05                | 1                   | –      | –      | –       |
| 2000     | 10.380              | 0,09                | 1                   | 9,226  | 0.08   | 0       |
| 2004     | 6.452               | 0,06                | 1                   |        |        |         |
| 2008     | 11.868              | 0,17                | 1                   | –      | –      | –       |
| 2012     | 9.291               | 0,13                | 1                   | –      | –      | –       |